# Vivendi Cup
De Vivendi Cup was een golftoernooi van de Europese PGA Tour.
De enige editie van de Vivendi Cup werd gespeeld van 23 tot en met 26 september 2010 op de Golf de Joyenval bij Parijs.

## Formule
Het toernooi bestond uit vier rondes van 18 holes. De formule was hetzelfde als bij het Van Lanschot Senior Open dat in 2010 en 2011 op de Koninklijke Haagsche Golf & Country Club werd gespeeld. De eerste en tweede ronde werden gespeeld als Pro-Am, waarbij de teams bestonden uit een pro en een amateur. Zowel de teamscore als de pro-score tellen. De derde en vierde ronde werden gespeeld door de beste 65 professionals. De pro van het winnende team kreeg € 25.000.
De eerste en tweede ronde werden gespeeld op de Retz- en Marly-baan, daarna werd alleen nog de Marly-baan gebruikt. Beide banen zijn ontworpen door Robert Trent Jones.
| Datum           | Jaar | Baan                                                   | Winnaar          | Beste Nederlander               |
| --------------- | ---- | ------------------------------------------------------ | ---------------- | ------------------------------- |
| 23-26 september | 2010 | Golf de Joyenval, Parijs (Marly Course en Retz Course) | John Parry (-17) | Robert-Jan Derksen (T3 met -14) |